# Publio Muzio Scevola (console 133 a.C.)
Publio Muzio o Mucio Scevola (latino: Publius Mucius Scaevola; II secolo a.C. – 115 a.C.) è stato un politico e giurista romano durante l'epoca repubblicana.

## Biografia
È considerato da Pomponio nel suo Enchiridion uno dei tres qui fundaverunt ius civile insieme a Manio Manilio Nepote e Marco Giunio Bruto.
Fu tribuno nel 141 a.C., pretore nel 136 a.C. e console nel 133 a.C.
Durante il tribunato fece votare una legge che sanzionava con la pena di morte il magistrato che si facesse corrompere nell’amministrazione della giustizia.
Durante il suo consolato, Publio Cornelio Scipione Nasica Serapione si oppose a Tiberio Gracco nella corsa ad un secondo mandato di tribuno. Muzio aveva una predilezione per Gracco, poiché era più propenso ad ascoltare i desideri della popolazione. Scipione continuò a protestare e fece mobilitare la criminalità che uccise Gracco. Nonostante ciò Muzio non prese provvedimenti.
Divenne pontefice massimo nel 131 a.C. dopo la morte di suo fratello, Publio Licinio Crasso Muciano. Fu l'ultimo pontefice che pubblicò gli Annales maximi, una lista degli eventi accaduti nel corso dell'anno.